# Cruciata pedemontana
Cruciata pedemontana (лат.) — травянистое растение, вид рода Крестовидка (Cruciata) семейства Мареновые (Rubiaceae).

## Таксономия
Вид впервые был описан итальянским ботаником и врачом Карло Антонио Лодовико Белларди как Valantia pedemontana и опубликован в 1788 году. Новое название Cruciata pedemontana было опубликовано в 1958 году австрийским ботаником и биологом Фридрихом Эрендорфером в «Записках из Королевского ботанического сада Эдинбурга».

## Ботаническое описание
Cruciata pedemontana — прямостоячее однолетнее травянистое растение, обычно достигающее в высоту от 10 до 35 см. Стебель и листья более или менее густо опушённые. Полностью окаймлённые широкояйцевидные листья на первый взгляд расположены в четырёхкратных мутовках, но на самом деле они противоположны друг другу, а прилистники имеют форму листовых пластинок. Центральные листья имеют длину от 0,4 до 1 см и имеют отчётливый центральный продольный нерв и от двух до четырёх нечётких латеральных продольных прожилок. Время цветения в Центральной Европе с апреля по май. Боковые частичные соцветия, сидящие в мутовках листьев, короче их прицветников или без прицветников. Цветки на черешках радиально-симметричные, гермафродитные. Чаша цветка нечёткая или отсутствует. Бледно-жёлто-зелёные цветки имеют диаметр от 0,5 до 1 мм. В цветке четыре тычинки и завязь с двумя столбиками. Плод — это сухой кожистый раздвоенный схизокарпий. Плодоножка сильно загнута вниз.
Количество хромосом 2n = 18

C. pedemontana
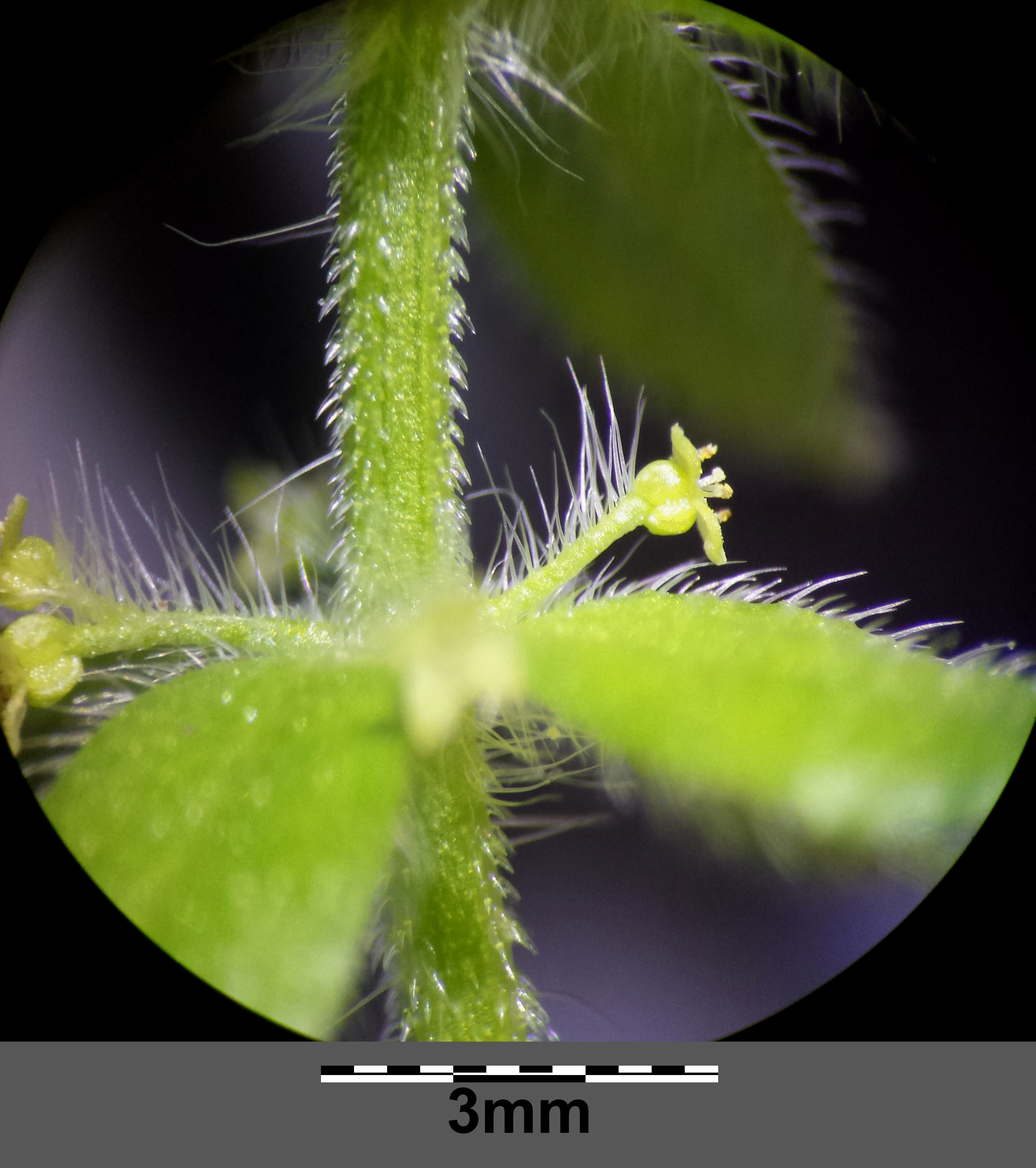
Густо опушённые стебель и листья
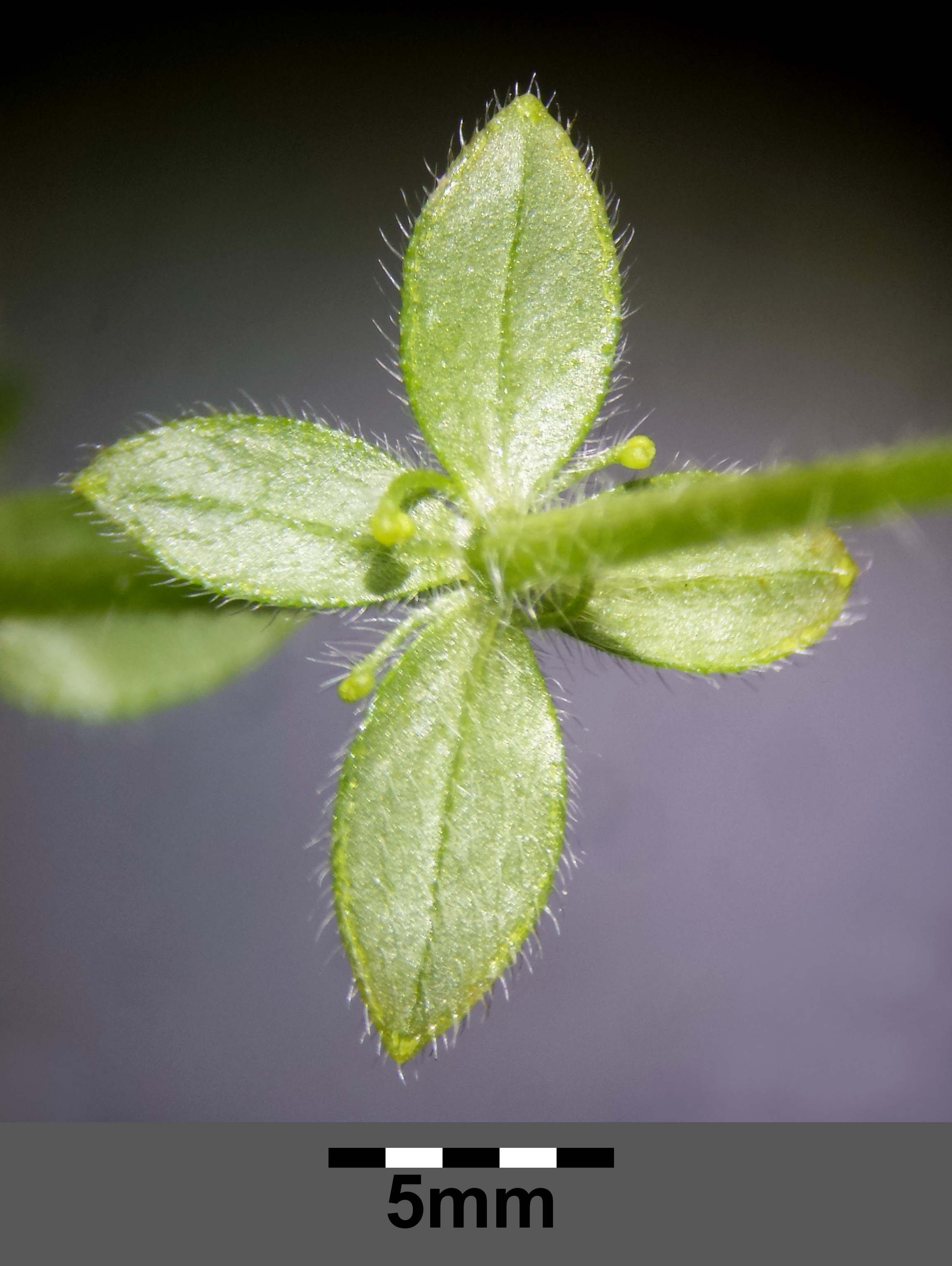
Листья с видимой срединной жилкой
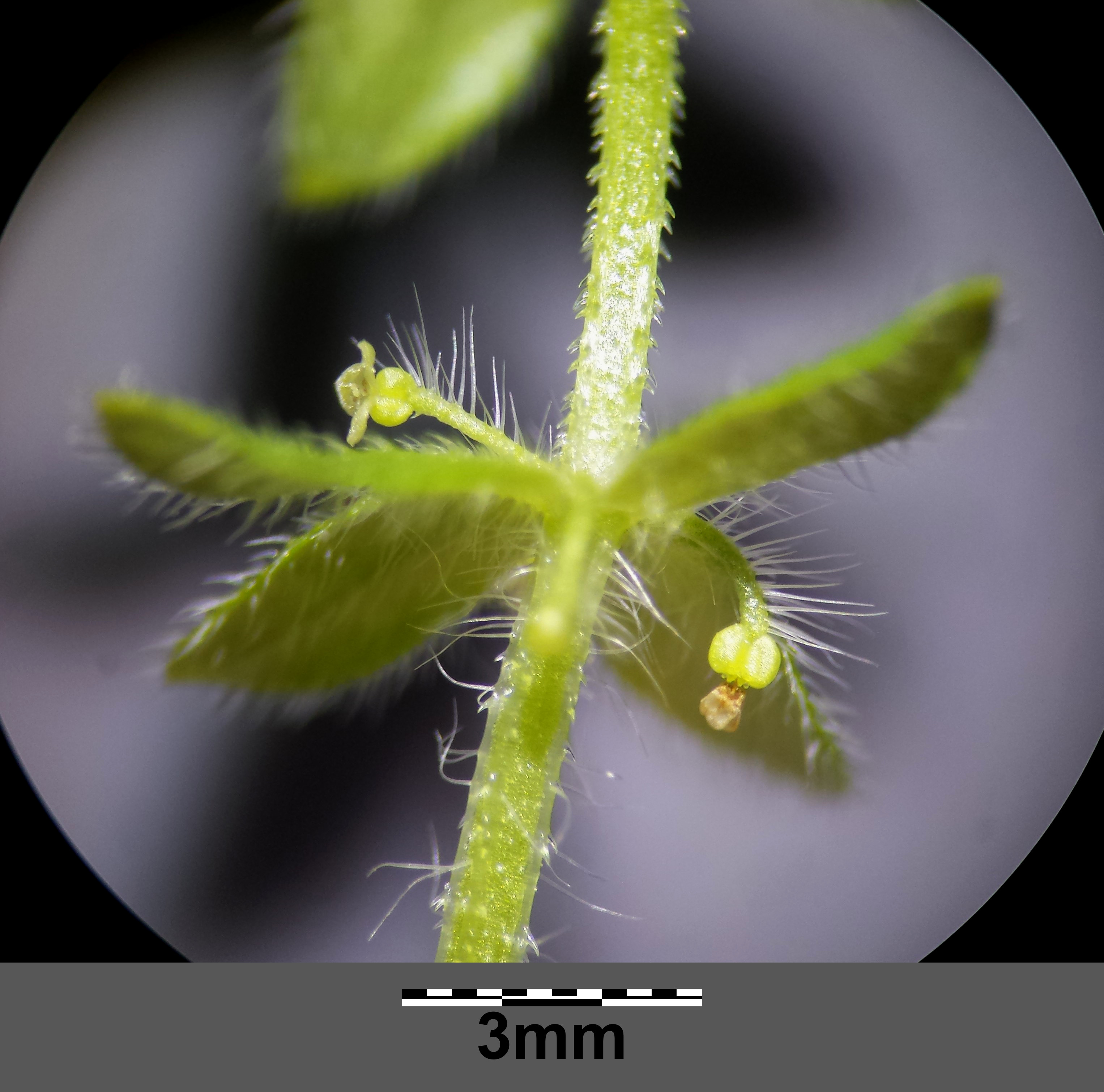
Плод с загнутой вниз плодоножкой

## Разновидности
Признаны две разновидности вида:
- Cruciata pedemontana var. pedemontana
- Cruciata pedemontana var. procumbens (Asch.) Soó — Франция и Италия (включая Корсику и Сардинию)

## Распространение и местообитание
Cruciata pedemontana произрастает в южной и центральной Европе, в бассейне Чёрного моря, а также в юго-западной и Средней Азии от Турции до Ирана и Казахстана. Вид также натурализован в некоторых частях США (юго-центральная и восточная части от Техаса до Нью-Йорка, а также на северо-западе от Вашингтона и Орегона до Монтаны). Растёт на пустошах в сухих лугах, песчаных насыпях и кустах на холмах, вплоть до, возможно, предгорных высот.

## Биология
Cruciata pedemontana относится к терофитам и переживает неблагоприятный сезон исключительно в виде семян в почве.